# Una sposa per Mao
Una sposa per Mao è un film commedia del 1971 diretto da Albino Principe.

## Trama
Un imprenditore di Varese ha problemi economici e finanziari con l'attività di farmaceutico, oltre che con la famiglia, in particolare con la figlia maoista.